# Preußisch Oldendorf
Preußisch Oldendorf is een stad en gemeente in de Duitse deelstaat Noordrijn-Westfalen, gelegen in de Kreis Minden-Lübbecke. De gemeente telt 12.236 inwoners (31 december 2020) op een oppervlakte van 68,79 km². De aanduiding "Preußisch" diende ter onderscheiding van Hessisch Oldendorf aan de Wezer.

## Stadsdelen
- Bad Holzhausen
- Börninghausen
- Engershausen
- Getmold
- Harlinghausen
- Hedem
- Lashorst
- Offelten
- Preußisch Oldendorf
- Schröttinghausen

Situering der Ortsteile van de gemeente
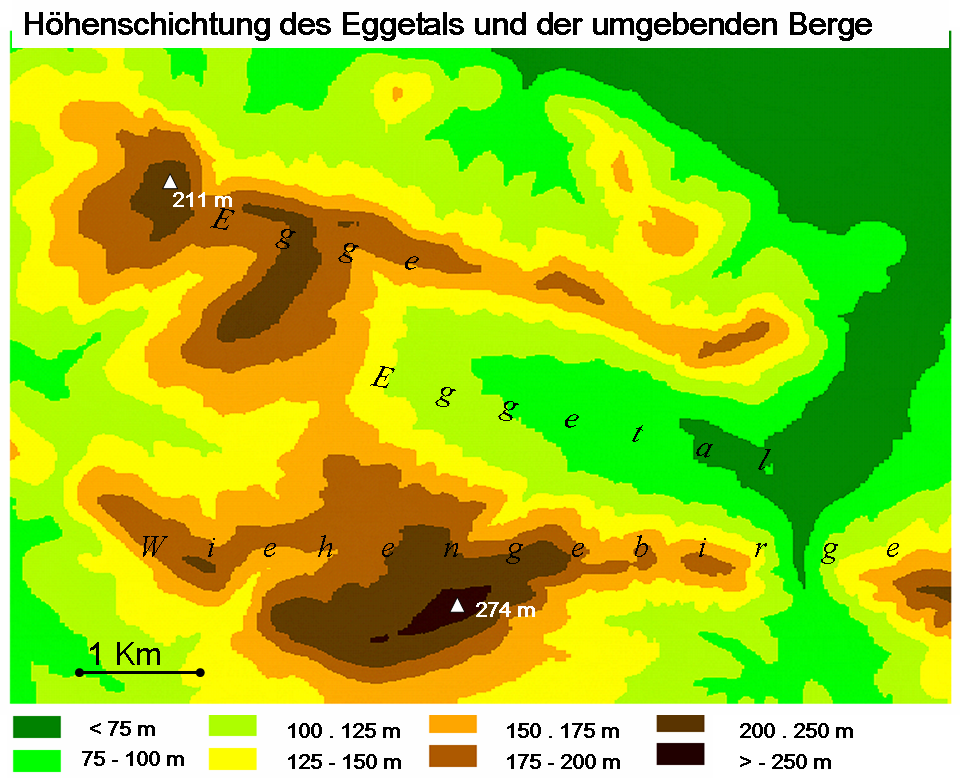
Reliëfkaart[2] Eggetal

## Ligging, verkeer, vervoer
De gemeente ligt aan de noordrand van het Wiehengebergte. Twee opvallende heuvels in dit gebied liggen op de gemeentegrens: de 274 m hoge Wehmerhorst of Nonnenstein op de zuidgrens met Rödinghausen en de 211 m hoge Egge aan de westgrens met Melle in Nedersaksen. Het bergland wordt onderbroken door een west-oost verlopend dal, het Eggetal, genoemd naar een beekje Egge, dat erdoorheen stroomt. In dit Eggetal ligt Börninghausen. De Egge mondt hier uit in de noordwaarts stromende Große Aue. De Große Aue stroomt langs de oostgrens van de gemeente en kruist bij Hedem het Mittellandkanaal. De heuvel Limberg scheidt het Eggedal van het noordelijker gelegen Bad Holzhausen, dat sinds 2007 een kuuroord is. Preußisch Oldendorf  en Börninghausen hebben beide , vanwege de goede luchtkwaliteit, de status van staatlich anerkannte Luftkurorte. 

### Wegverkeer
De gemeente wordt van west naar oost doorsneden door de Bundesstraße 65 Belm bij Osnabrück -Lübbecke. Een ca. 14 km lange zijweg gaat van Bad Holzhausen zuidwaarts naar afrit 27 van de Autobahn A30 nabij Bünde.

### Openbaar vervoer

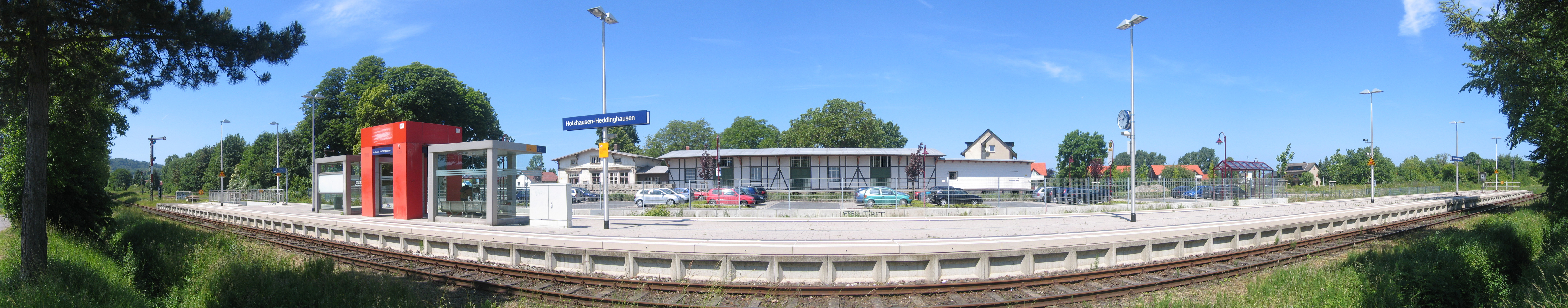
Station Bad Holzhausen, voor de naamswijziging

Station Bad Holzhausen, t/m 2019 geheten: Station Holzhausen-Heddinghausen is het enige treinstation in de gemeente. Het ligt aan de spoorlijn van Rahden naar Bünde. Ieder uur stopt er in beide richtingen een stoptrein tussen deze beide steden. Het door Preußisch Oldendorf zelf lopende spoorlijntje is alleen nog in gebruik als museumspoorlijn; incidenteel maakt nog een goederentrein er gebruik van.
Van en naar Bad Essen rijden tamelijk frequent streekbussen, die soms naar Bohmte of Osnabrück doorrijden. Van en naar andere plaatsen, en ook tussen de dorpen in de gemeente onderling, is het busverkeer beperkt tot schoolbussen, die 's morgens naar en in de late middag weer van de scholen in de grotere plaatsen in de omgeving rijden. In de weekeinden rijden hier en daar taxi- of belbussen.

### Scheepvaart
Het Mittellandkanaal loopt van west naar oost door het uiterste noorden van het gemeentegebied. In het Stadtteil Getmold is aan dit kanaal een grote binnenhaven voor vrachtschepen aanwezig. Getmold heeft bovendien een jachthaven.

## Economie
Nabij de binnenhaven aan het Mittellandkanaal te Getmold is enige industrie gevestigd in uiteenlopende branches (in het algemeen kleine tot middelgrote hout-, metaal- en kunststofverwerkende fabrieken). Ook zijn er enkele handels-, logistiek- en transportbedrijven gevestigd.
Vanwege het vele natuurschoon -de gemeente ligt in een natuurgebied- is het toerisme belangrijk. Daarnaast zijn een aantal van de bossen als productiebos van belang als grondstofleverancier voor papierfabricage en houtverwerkende industrie. Het Eggetal (Egge-dal) kent ook enige fruitboomgaarden, restanten van landbouwhervormingsplannen uit 1822 en  1948. De appel- en perenbomenbloesems zijn in de lente ook een toeristische attractie. De fruitteelt is sinds ca. 1995 wegens onvoldoende rentabiliteit sterk teruggelopen.

## Geschiedenis
De streek werd vermoedelijk niet eerder permanent door mensen bewoond dan rond het begin van de jaartelling. Wellicht waren de eerste bewoners Germanen, zoals de Angrivariërs, die in de 8e eeuw in het stammenverbond der Saksen opgingen, en rond 800 na onderwerping aan Karel de Grote tot het christendom werden bekeerd. 
Oldendorf komt aan het eind van de 10e eeuw voor het eerst voor in een akte.  Reeds in de tijd van Karel de Grote werd het eerste kerkje er gebouwd.
Van de late middeleeuwen tot aan de Napoleontische tijd behoorde de huidige gemeente achtereenvolgens tot het Prinsbisdom Minden, het Graafschap Ravensberg en het Koninkrijk Pruisen. De landheren waren sedert de Reformatie in de 16e eeuw evangelisch-luthers. Dit heeft tot op de huidige dag zijn invloed op de kerkelijke gezindte van de inwoners der gemeente; de overgrote meerderheid van de christenen in Preußisch Oldendorf is evangelisch-luthers.  Oldendorf is altijd een marktplaats aan een doorgaande weg van Osnabrück/Bramsche naar Minden geweest. De plaats Oldendorf, die in de 16e en 17e eeuw een vlek met marktrecht was,  kreeg stadsrechten in 1719 van koning Frederik Willem I van Pruisen.
In 1669 werd in Oldendorf ten behoeve van de belangrijk geworden textielnijverheid een officiële keurings- en handelslocatie voor linnen ingericht, een zgn. Legge. De producenten van het linnen legden daar hun waren neer, die ter plaatse gekeurd en van een keuringsstempel werden voorzien. In het midden van de 19e eeuw, die een halve eeuw van grote armoede inluidde, maakte deze (niet meer lonende) huisnijverheid plaats voor o.a. tabakfabricage. Ook emigreerden vele inwoners van de gemeente naar de Verenigde Staten.
De na de val van Napoleon in 1815 officieel geworden toevoeging "Preußisch" aan Oldendorf  diende ter onderscheiding van Hessisch Oldendorf aan de Wezer. Het huidige Noordrijn-Westfalen, en dus ook de huidige gemeente Preußisch Oldendorf, kwam in 1815 aan het Koninkrijk Pruisen en in 1871 aan het Duitse Keizerrijk. Van 1840 totdat deze in 1921 uitgeput was, was er een steenkoolmijn (Zeche Amalia) in de gemeente. Rond 1900 trad economisch herstel in; Oldendorf kreeg aansluiting op het spoorwegnet, en er werden fabrieken van margarine, meubels en bakstenen opgericht. Van 1939-1998 was er in de gemeente een  belangrijk militair brandstofdepot.
De hierboven vermelde stadsdelen, voordien zelfstandige gemeenten, zijn in 1973 bij een gemeentelijke herindeling aan Preußisch Oldendorf toegevoegd.

## Bezienswaardigheden, toerisme e.d.
- Bad Holzhausen is een kuuroord, zie aldaar.
- De gemeente, met name de zuidelijke helft ervan, ligt in een zeer  aantrekkelijk landschap, namelijk in een van de fraaiste gebieden van het Wiehengebergte. Mede om deze reden zijn er talrijke wandel-, fiets- en Nordic walking-routes uitgezet. Een van deze langeafstandsfietsroutes loopt helemaal door tot Enschede.
- Vanaf de heuveltoppen, die soms van uitzichttorens zijn voorzien, kan men van fraaie panorama's genieten. Zie de afbeeldingen hieronder.
- Bezienswaardige kerken:
  - De laatgotische evangelisch-lutherse St. Dionysiuskerk te Preußisch Oldendorf dateert uit de 16e eeuw. Het interieur is deels barok, deels neogotisch (19e-eeuws).
  - De dorpskerk van Bad Holzhausen dateert oorspronkelijk uit de 13e eeuw, maar werd in 1905/1906 onder leiding van de bekende architect  Karl Siebold zo sterk veranderd, dat feitelijk grotendeels van sloop en herbouw sprake was.
  - De St. Ulricuskerk te  Börninghausen is de bezienswaardigste kerk in de gemeente. Het 17e-eeuwse interieur van deze kleine romano-gotische dorpskerk maakt indruk door zijn eenvoud. Het gebouw werd in 1237 gebouwd, in 1463 na brand herbouwd, en in 1953, 1975, 1991 en 2012 gerestaureerd. De laatste twee restauraties waren nodig nadat constructiefouten in de fundering waren ontdekt; het kerkje dreigde in te storten.
- De gemeente bezit een aantal kleine kastelen, adellijke landhuizen, ridderhofstedes, havezates e.d. Deze liggen veelal langs uitgezette fiets- of wandelroutes en zijn in het algemeen fraai gelegen, en de gebouwen  zijn omgeven door fraaie tuinen of parken. De kastelen en landhuizen zijn doorgaans nog door adellijke families bewoond en kunnen niet bezichtigd worden. Zie de afbeeldingen hieronder. Het interessantst zijn:
  - Schloss Hüffe in Lashorst, gebouwd in 1784 in een overgangsstijl tussen barok en classicisme. Het wordt bewoond door het geslacht Von der Horst, nazaten van een invloedrijke Pruisische minister uit het eind van de 18e eeuw. Kort na de Tweede Wereldoorlog diende het enige tijd als bejaardentehuis.
  - Kasteelruïne Limberg, Börninghausen. Gerestaureerd, thans uitzichttoren op de 190 meter hoge Limberg. Van het 13e-eeuwse kasteel zijn een toren, nl. de Bergfried, waarvan de muren drie meter dik zijn, wat muurresten eneen deel van het poortgebouw behouden gebleven. Desgewenst kunnen stellen in de toren trouwen. Op aanvraag is de toren van binnen te bezichtigen.
  - Kasteel Hollwinkel, aan de Große Aue, dicht bij het Mittellandkanaal, te Hedem dateert uit de 13e eeuw. In de late middeleeuwen was het in bezit van de bisschoppen van Minden. Het lag toen op een drielandenpunt, nl. op de grens met het Graafschap Ravensberg en het Prinsbisdom Osnabrück. Het kasteel is in 1870 ingrijpend verbouwd. Ook dit kasteel is een trouwlocatie; verdere bezichtiging is niet mogelijk.
  - Havezaten  Groß- en Klein-Engershausen:
    - Groß-Engerhausen ligt ten oosten van het dorp Engershausen en werd rond 1500 gebouwd. Rond 1770 werd het vervangen door het huidige, omgrachte gebouw met buiten de gracht het fraaie bouwhuis (kasteelboerderij).
    - Klein-Engershausen ontwikkelde zich waarschijnlijk in de 14e eeuw aan de noordrand van het dorp uit een boerderij. Het schilderachtige, omgrachte gebouw heeft buiten de gracht een fraai bouwhuis (kasteelboerderij). Er ligt een klein park omheen. Het huidige gebouw dateert uit 1753.

  - Kasteel Crollage[3], fraai gelegen in het dal van de Große Aue aan de voet van de Limberg aan de zuidkant van Bad Holzhausen, dateert in zijn huidige vorm uit de 16e eeuw en is gebouwd in de stijl der Wezerrenaissance. In de tuin van het kasteel vinden 's zomers regelmatig openluchtconcerten met klassiek repertoire plaats.
- In en bij veel dorpen in de gemeente zijn verspreid schilderachtige vakwerkboerderijen, en oude water- of windmolens aanwezig. Speciale vermelding verdienen:
  - De watermolen Holzhausen - Hudenbeck, in het Kurpark van Bad Holzhausen, behorend bij het landgoed, waarvan het hoofdgebouw thans Haus des Gastes is;  daterend uit 1529; het huidige gebouw dateert echter uit 1888, met klein molenmuseum. De molen is gereconstrueerd aan de hand van oude bouwtekeningen, foto's e.d. en is als korenmolen maalvaardig. Op zondagmiddagen tussen Pasen en de herfstvakantie van de scholen is de molen te bezichtigen.
  - Het 500 inwoners tellende dorpje Offelten is rijk aan oude vakwerkboerderijen. Daarlangs is een 2 km lange wandelroute uitgezet.
- Met de stoomtreinen e.d. op de  museumspoorbaan, die door Preußisch Oldendorf loopt, zijn met name 's zomers en in de weekeindes toeristische ritten mogelijk.

## Belangrijke personen in relatie tot de gemeente

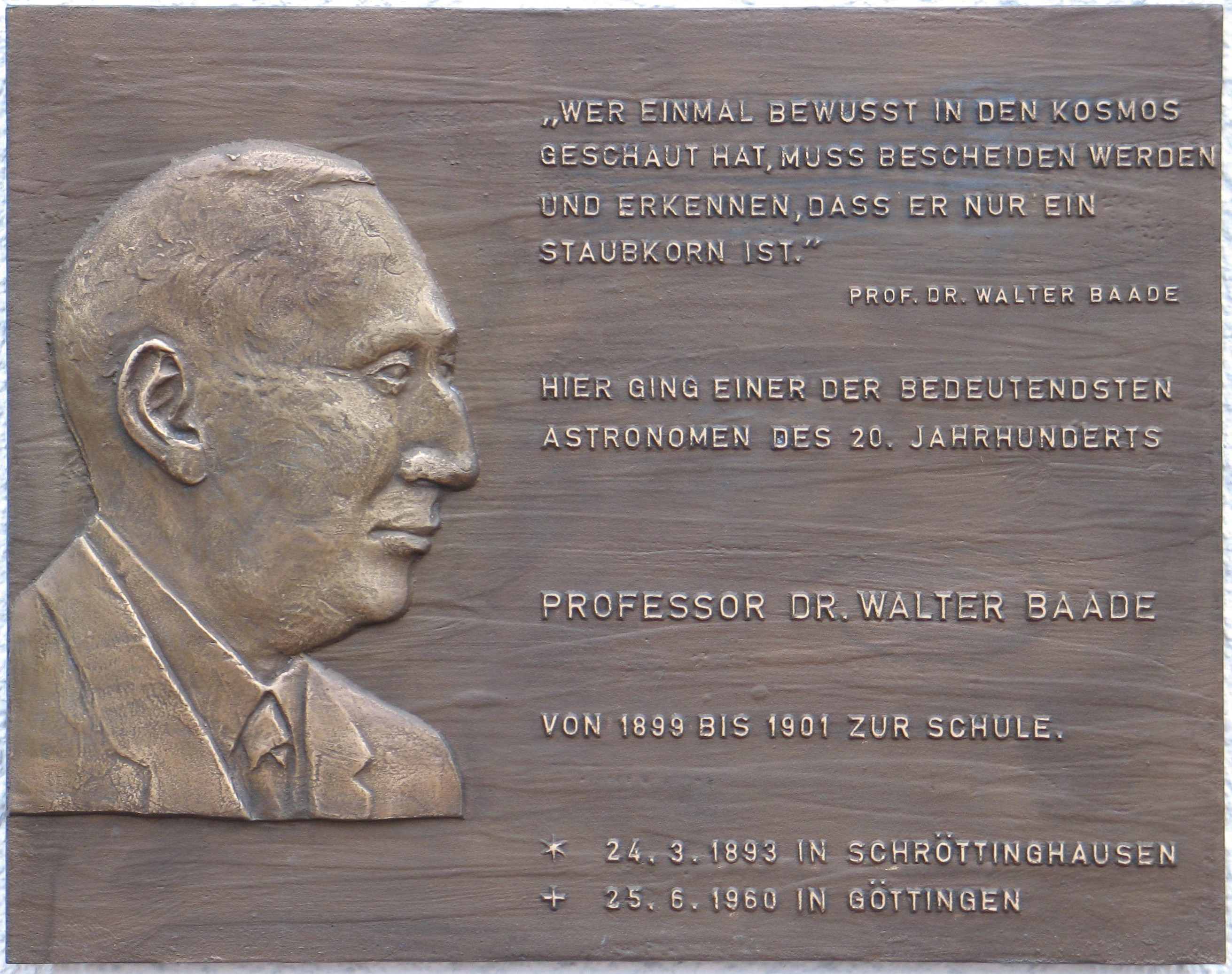
Gedenkplaat Walter Baade

### Geboren
- Walter Baade (Schröttinghausen, nu Preußisch Oldendorf, 24 maart 1893 – Göttingen, 25 juni 1960) , astronoom
- Martin Lücker (*1953), organist, dirigent en muziekpedagoog

## Partnergemeenten
Sinds 1982 bestaat een jumelage met Sankt Oswald-Möderbrugg in Stiermarken, Oostenrijk.

## Afbeeldingen

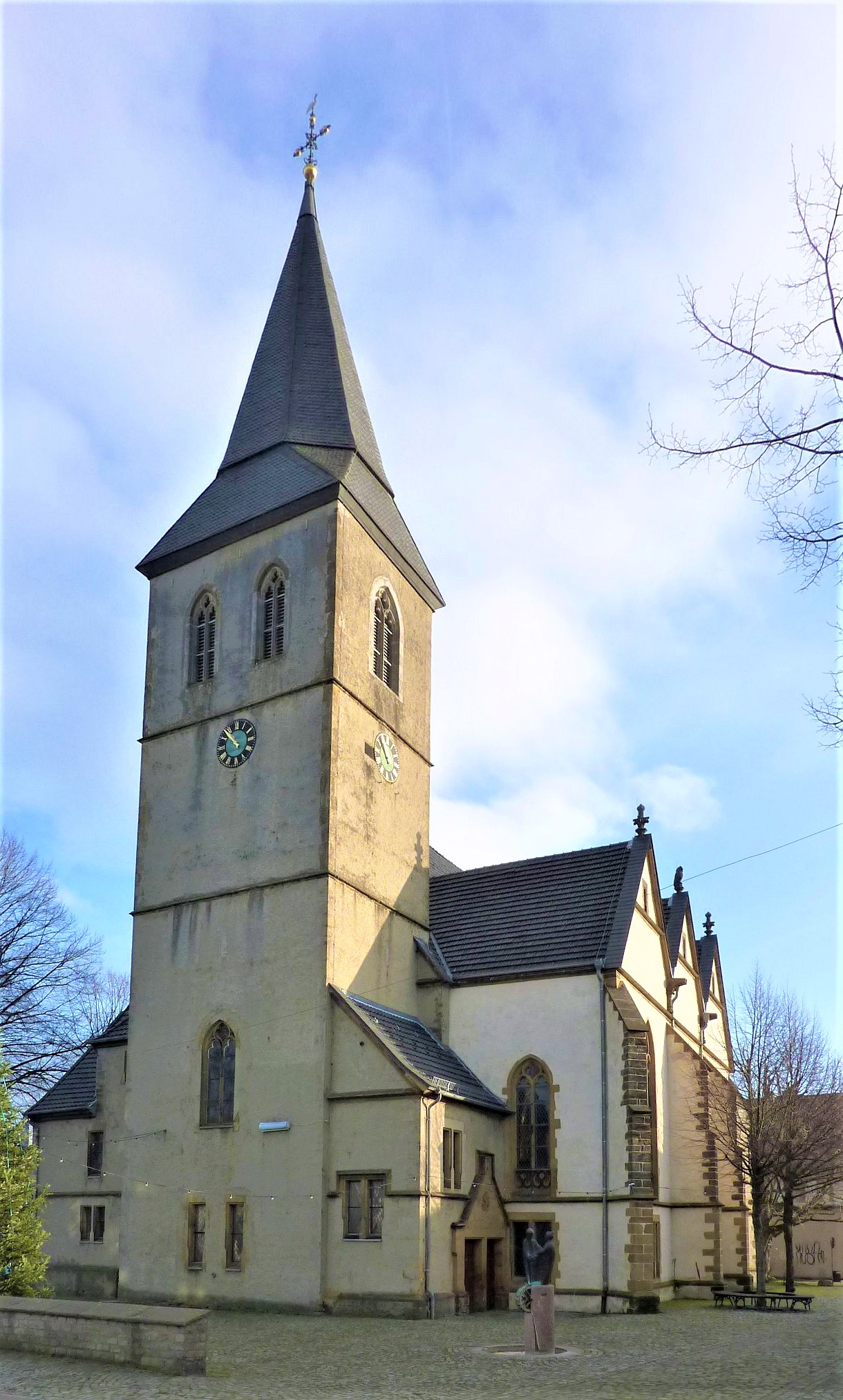
Evang.-lutherse St. Dionysiuskerk, Pr. Oldendorf
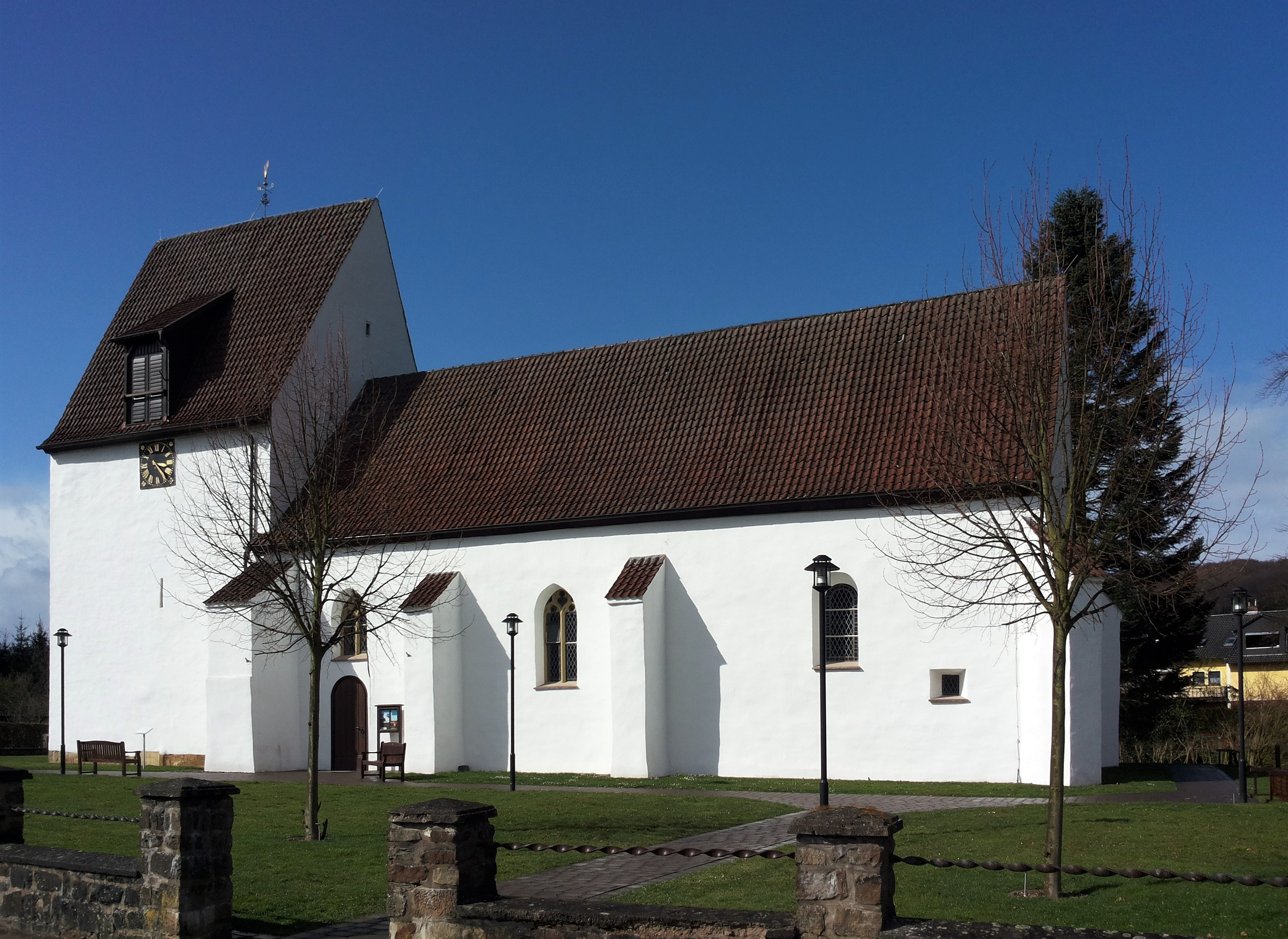
St. Ulricuskerk, Börninghausen
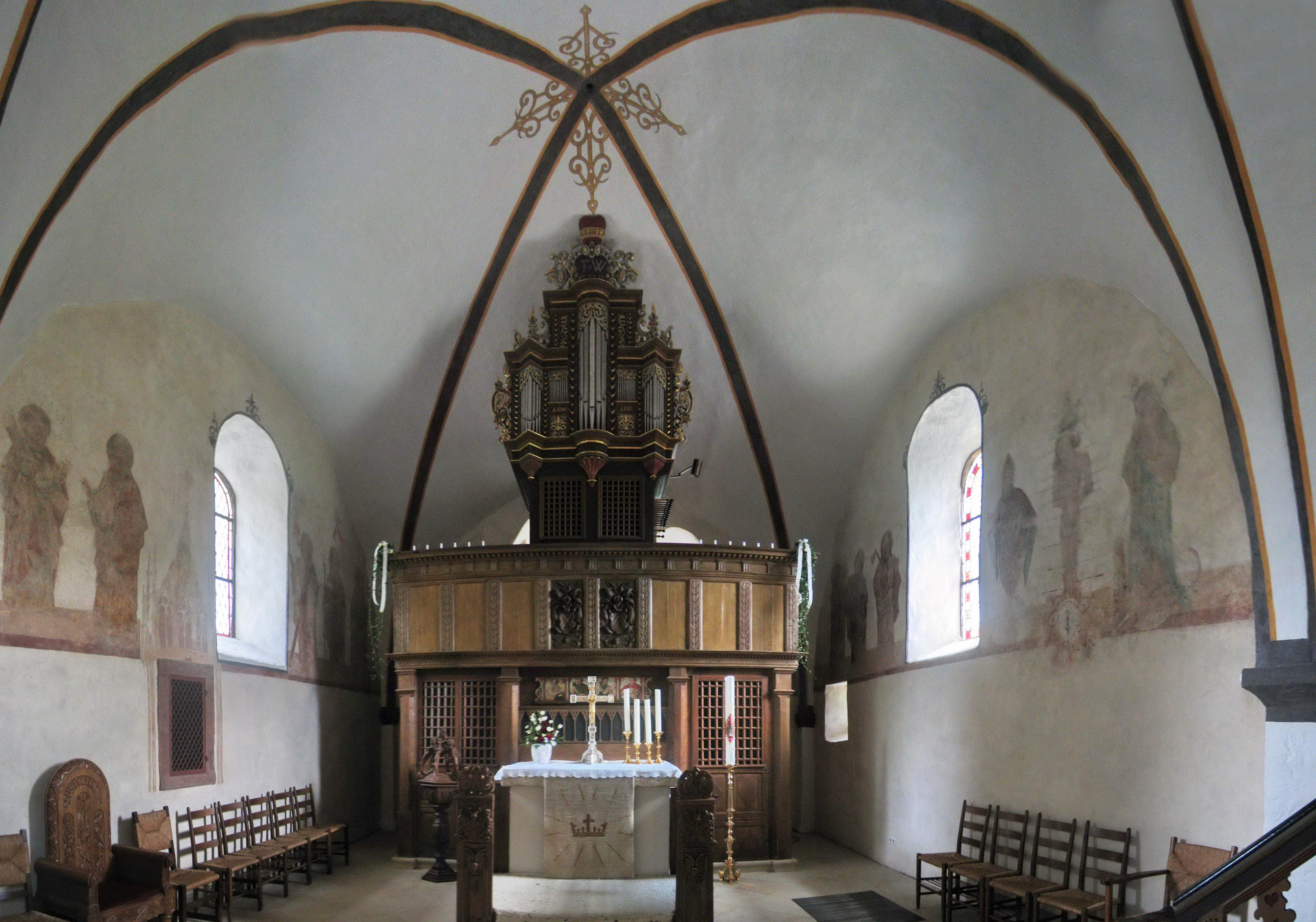
Interieur van dit kerkje
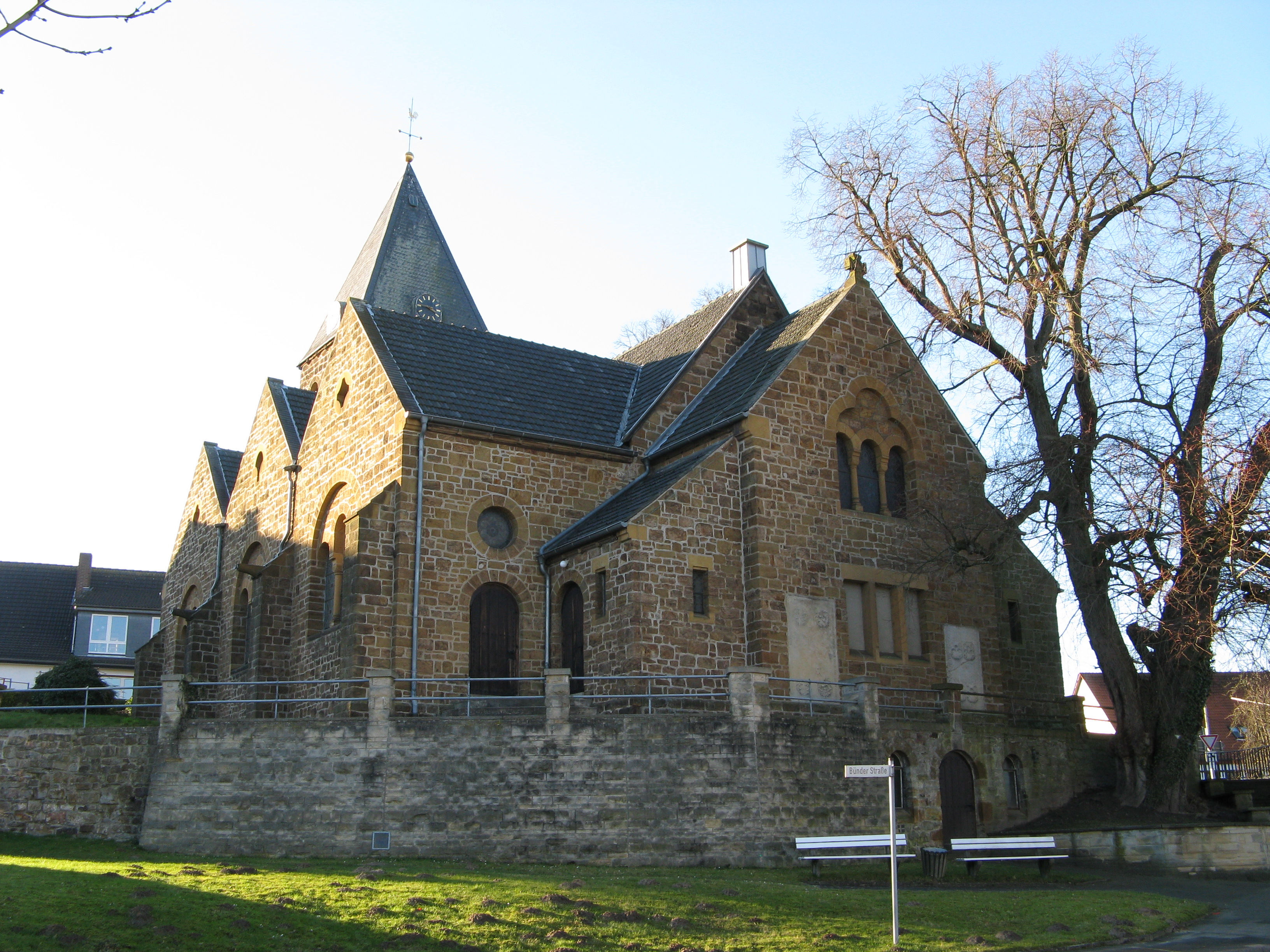
Evang.-lutherse kerk te Bad Holzhausen
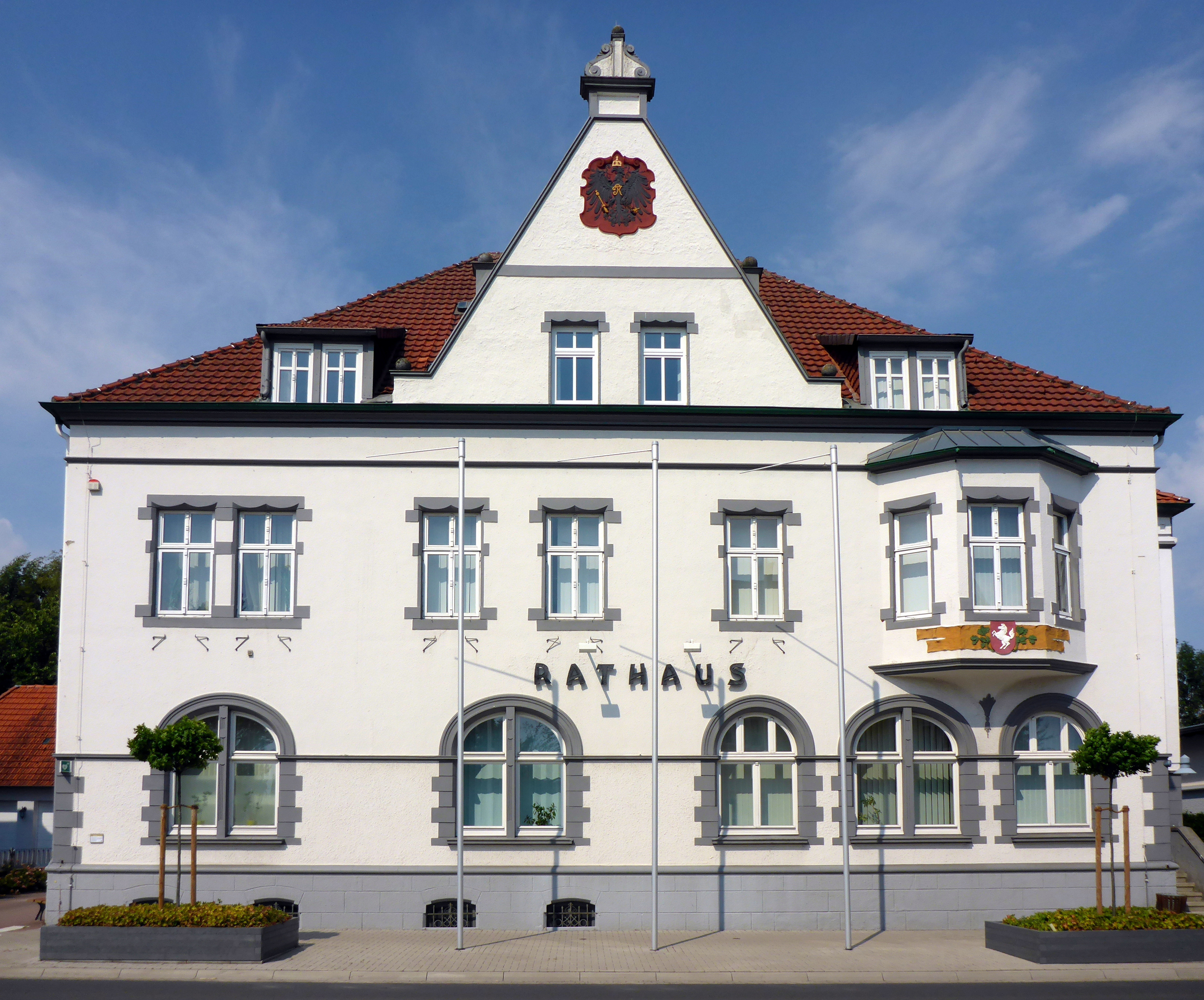
Gemeentehuis
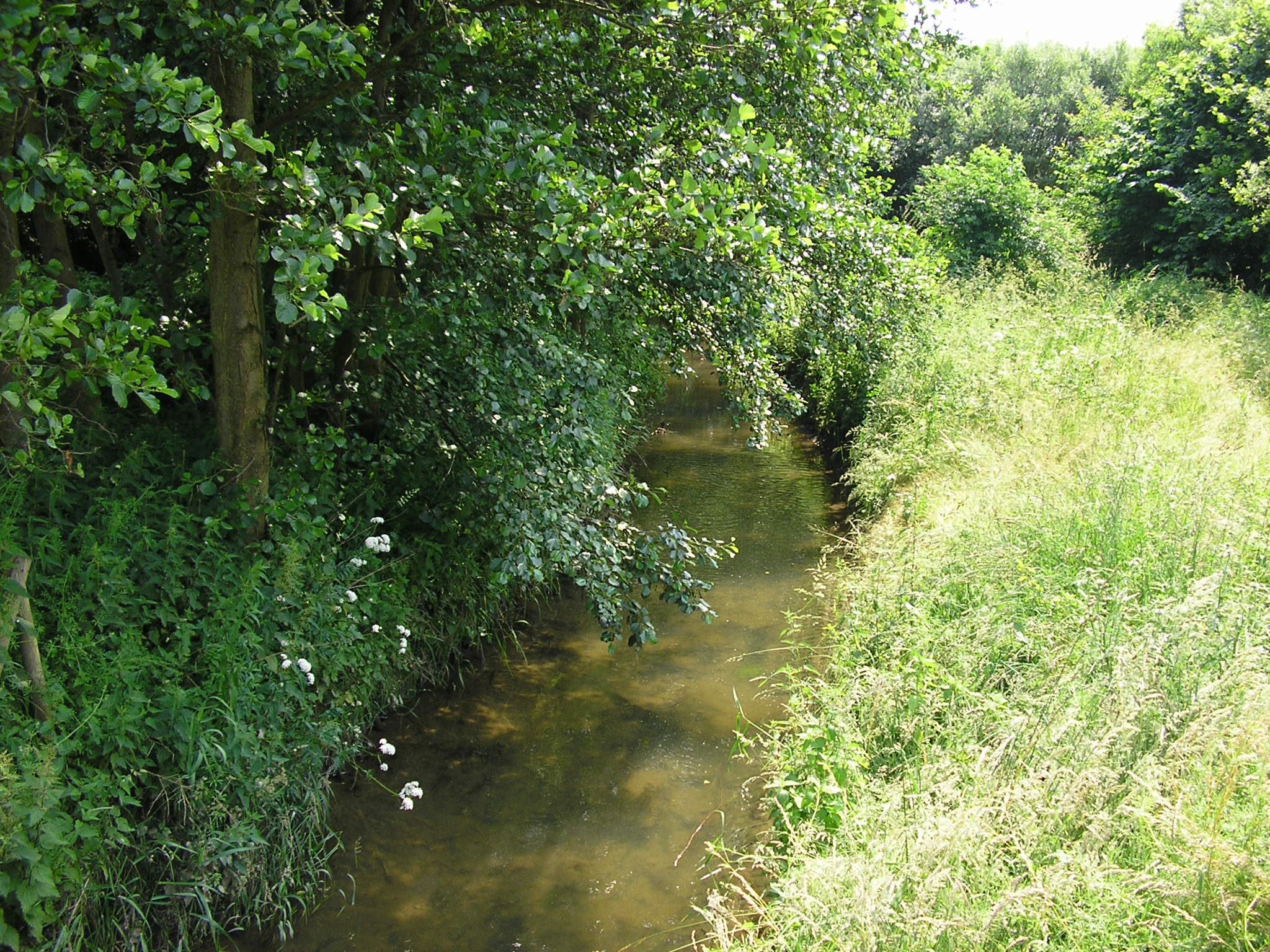
Het riviertje de Große Aue ter hoogte van Oberdorf
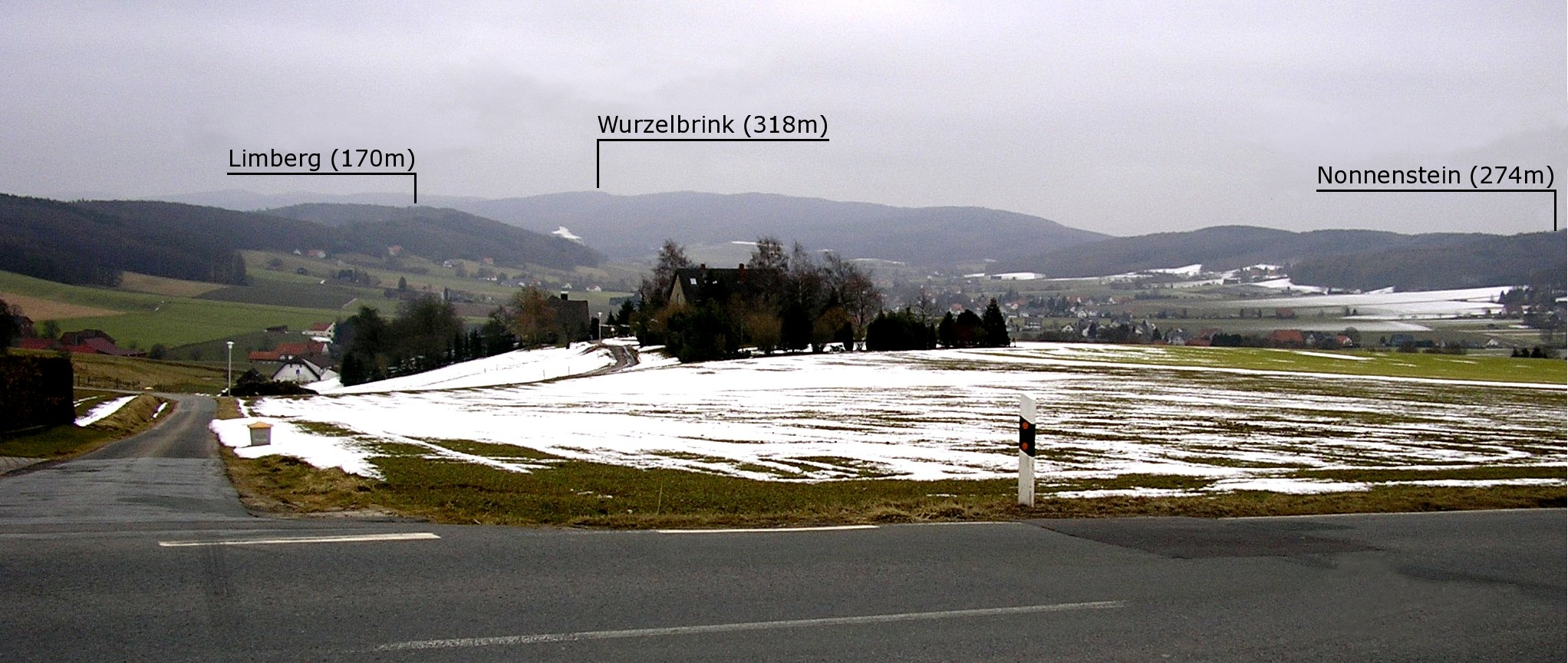
Gezicht op de drie hoogste heuvels in het zuiden van de gemeente
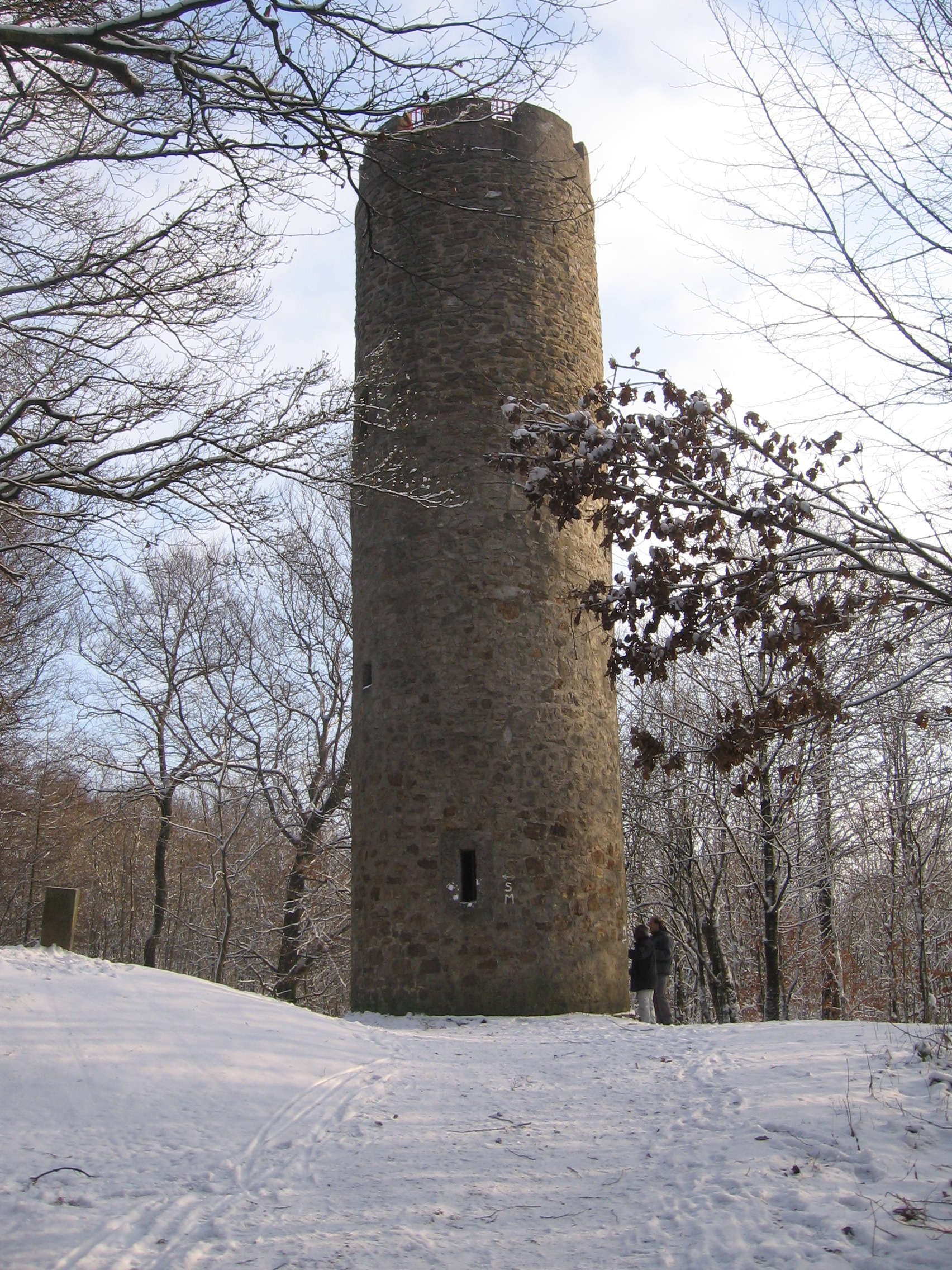
Uitzichttoren op de heuvel Nonnenstein
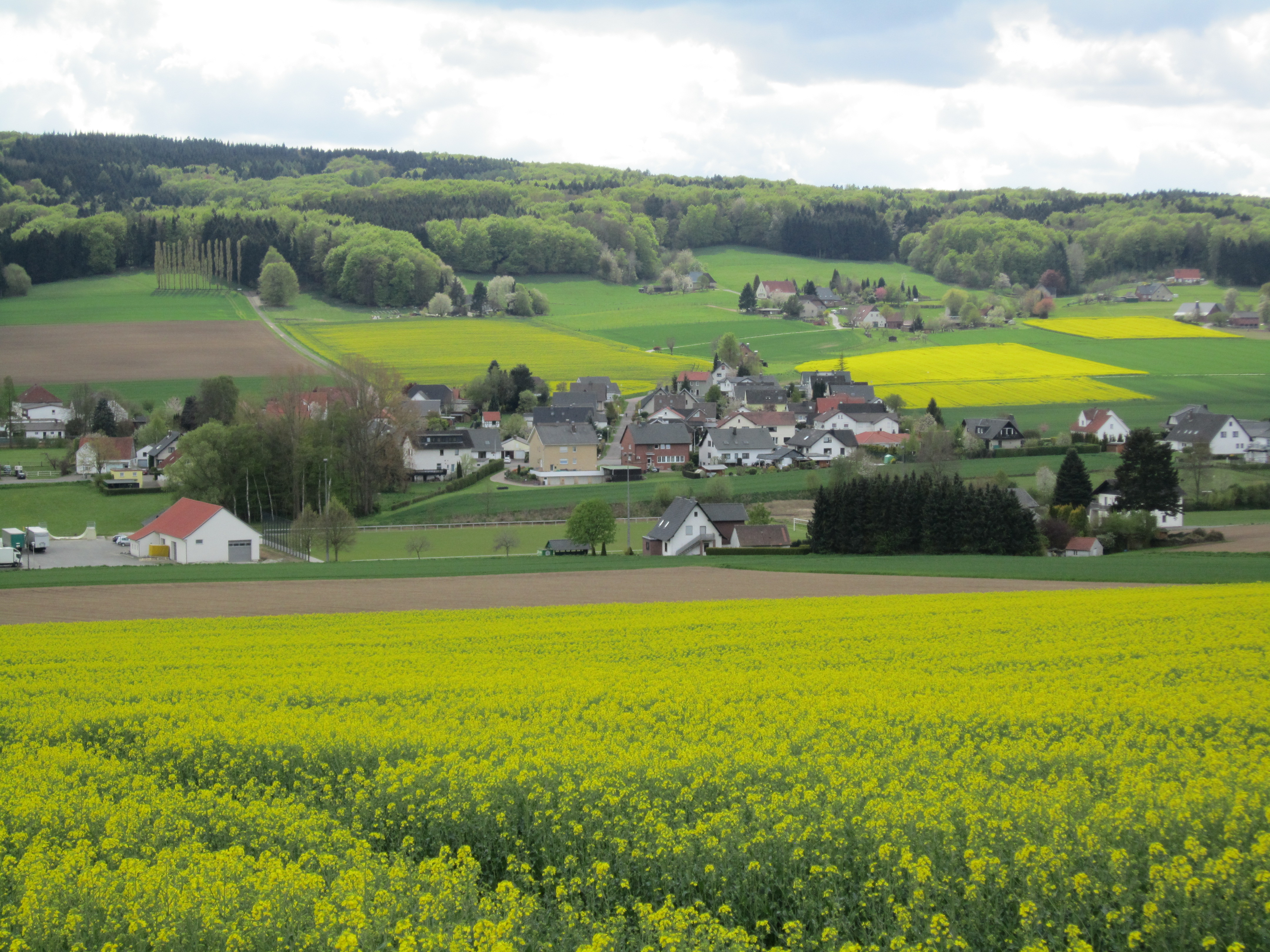
Gezicht op Börninghausen in het Egge-dal
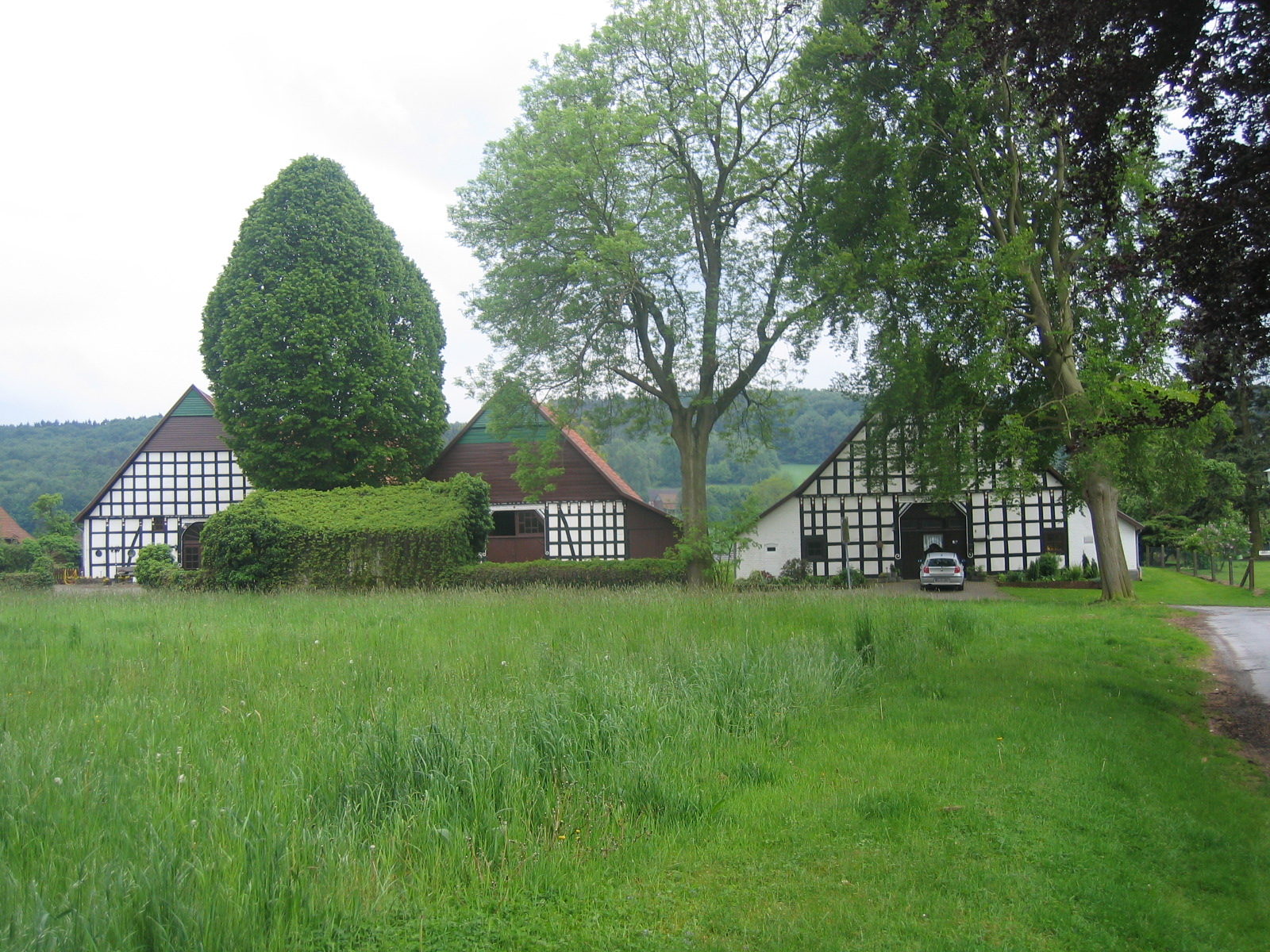
Vakwerkboerderij te Börninghausen
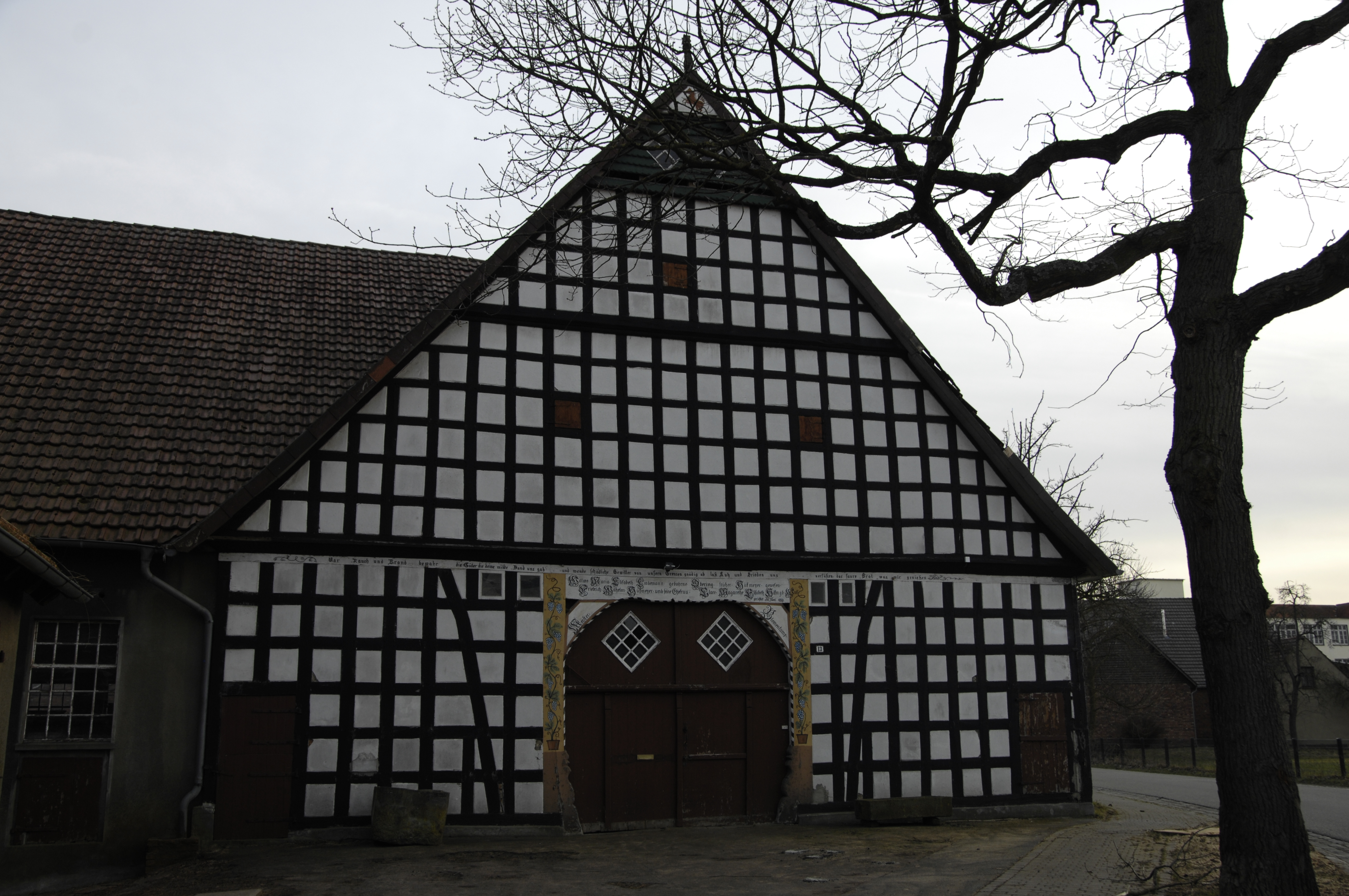
Vakwerkboerderij te Offelten
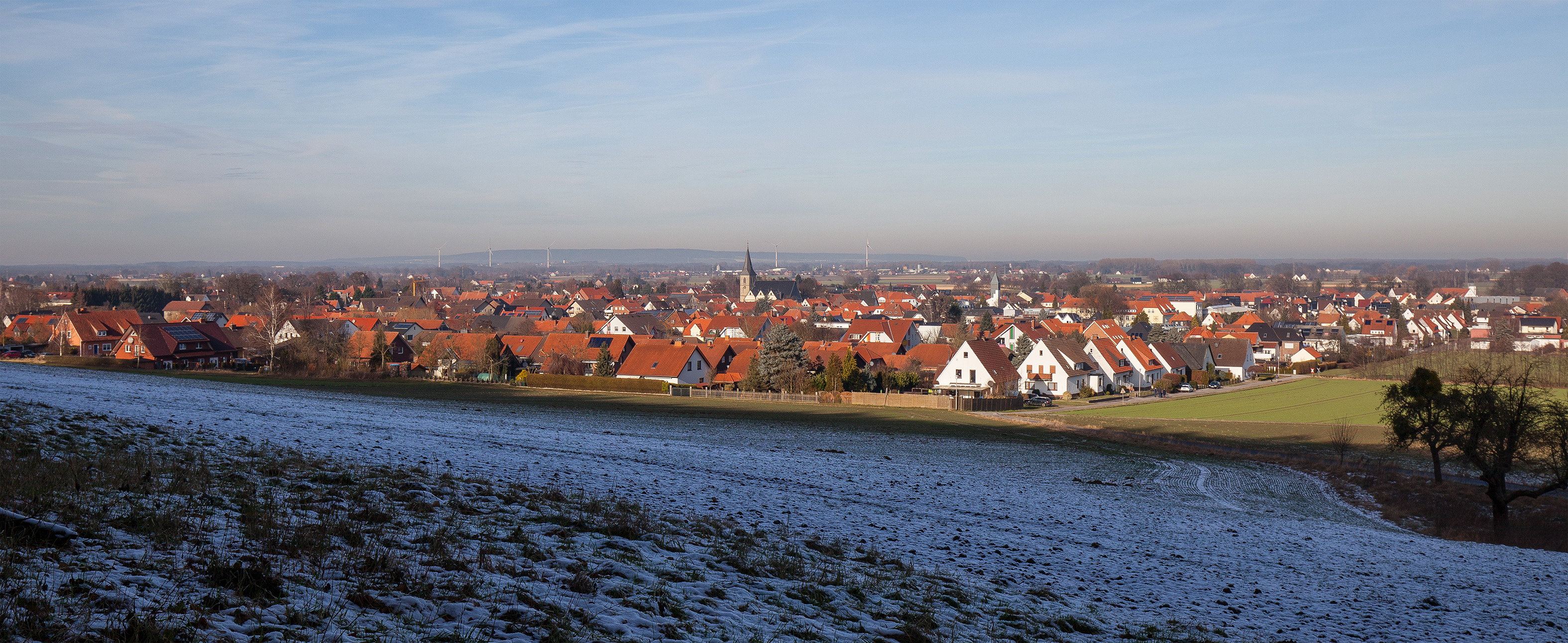
Gezicht op Preußisch Oldendorf
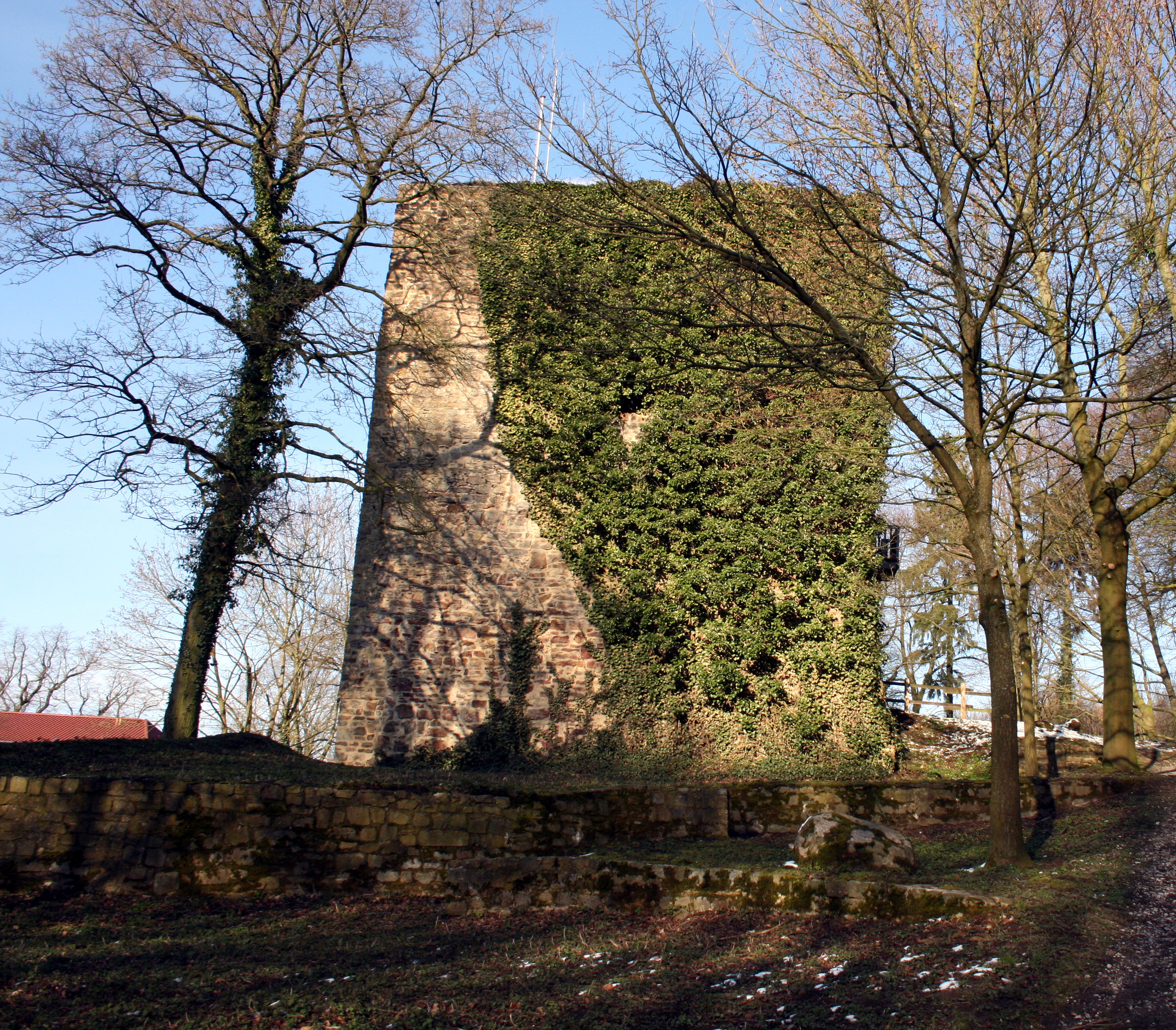
Ruïne van het v.m. kasteel op de Limberg
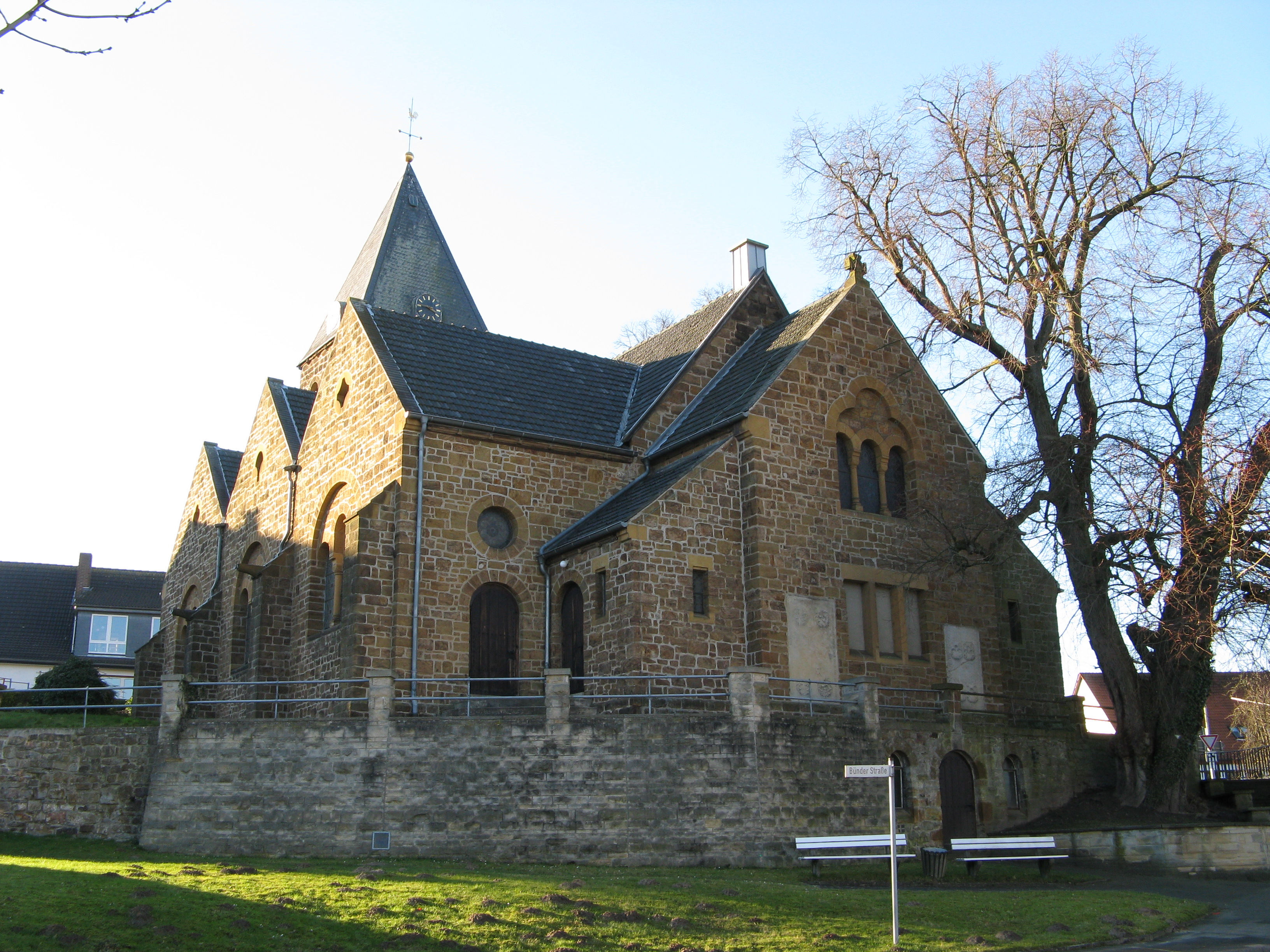
Kerk te Bad Holzhausen
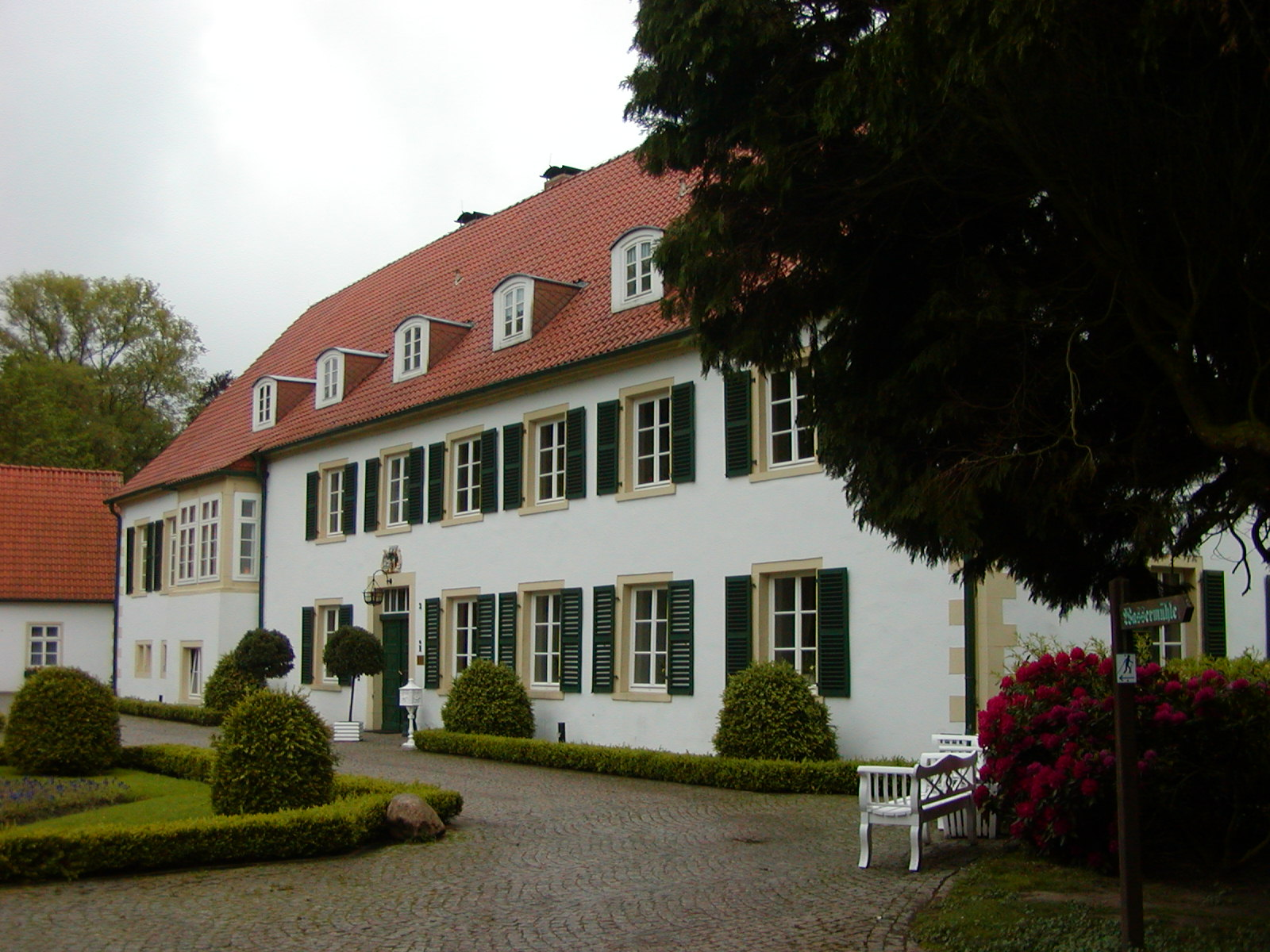
V.m. Rittergut Holzhausen, Haus des Gastes v.h. kuuroord Bad Holzhausen
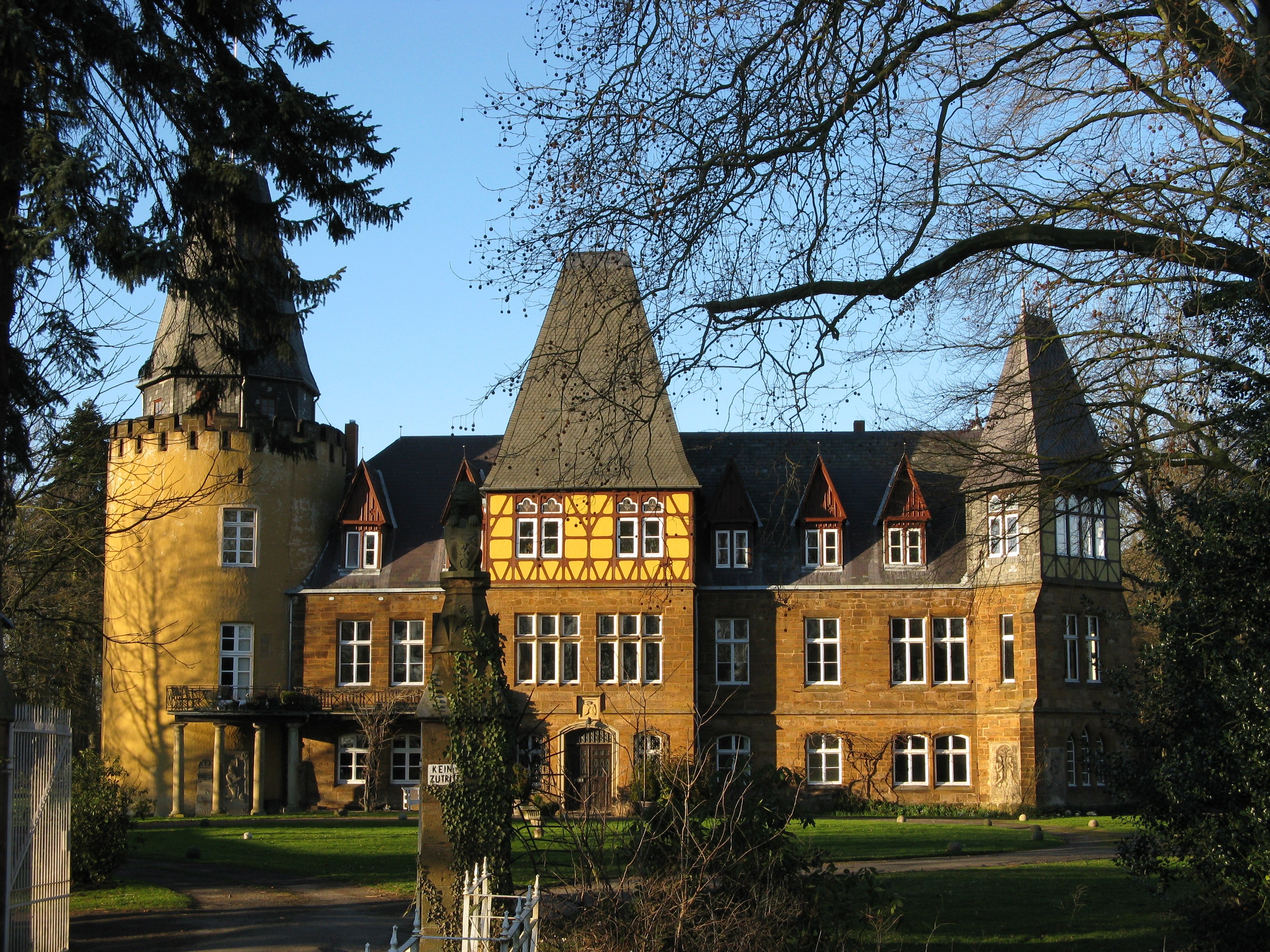
Schloss Hollwinkel
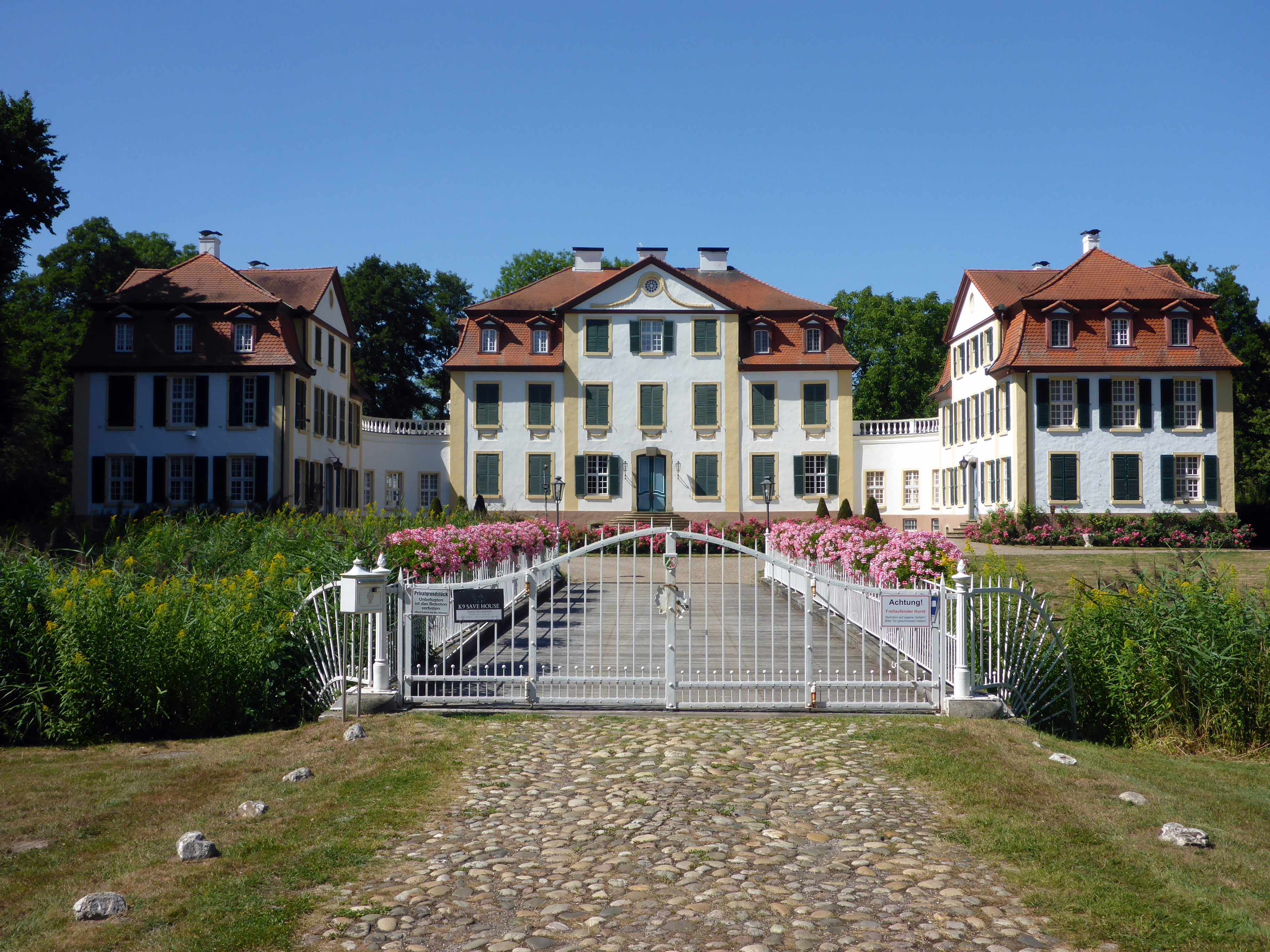
Kasteel Hüffe
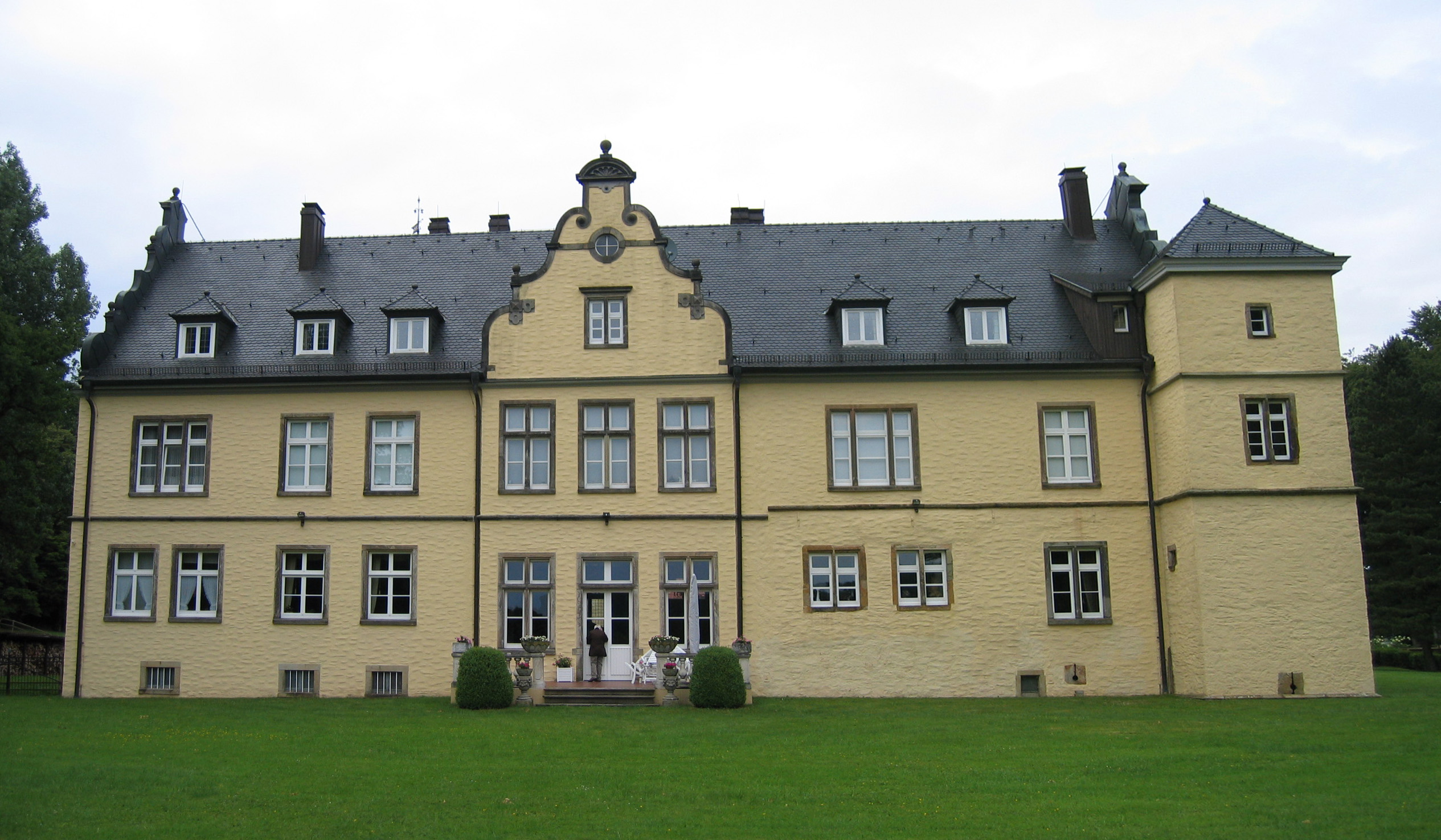
Schloss Crollage
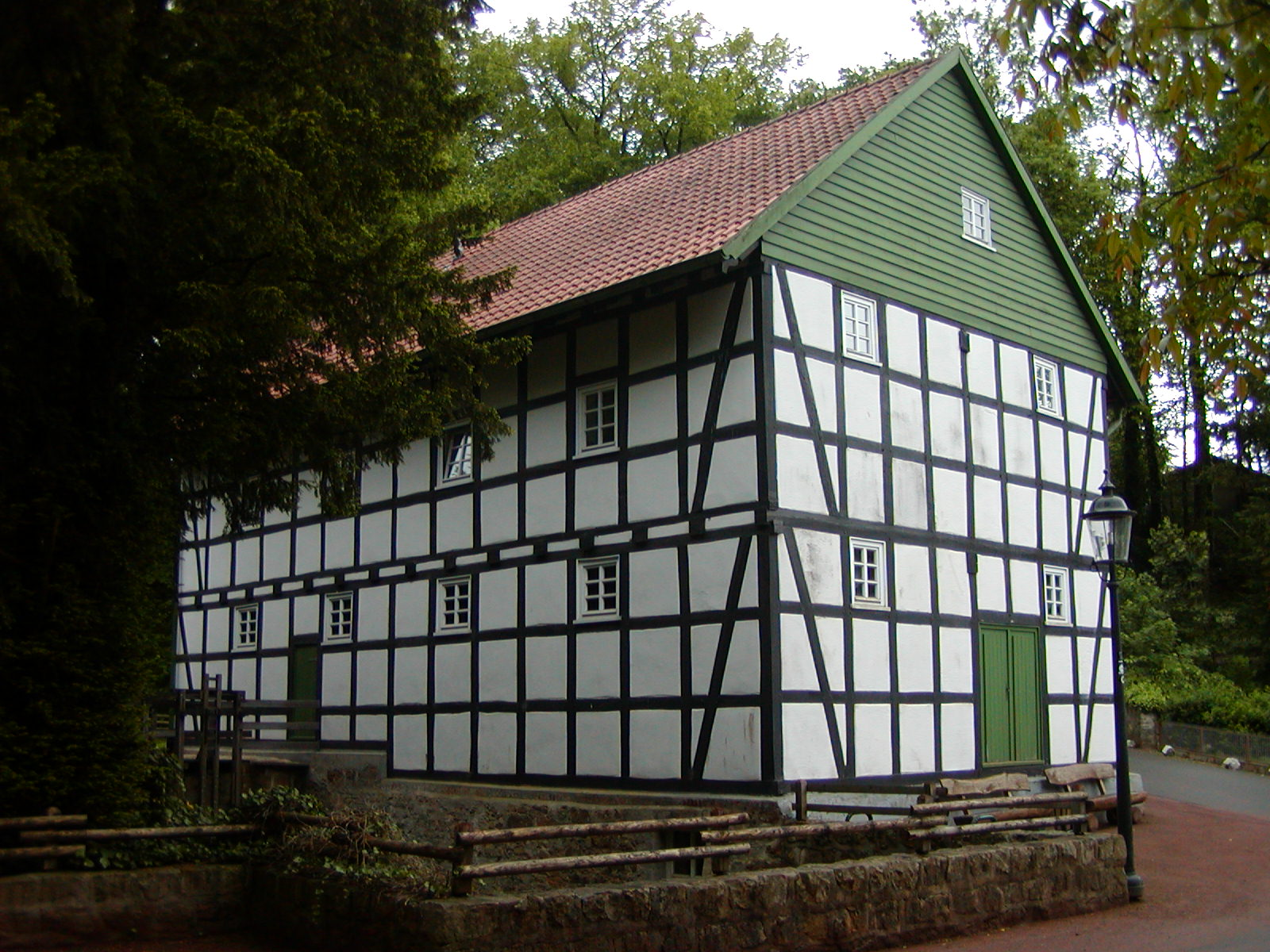
Watermolenmuseum Hudenbeck
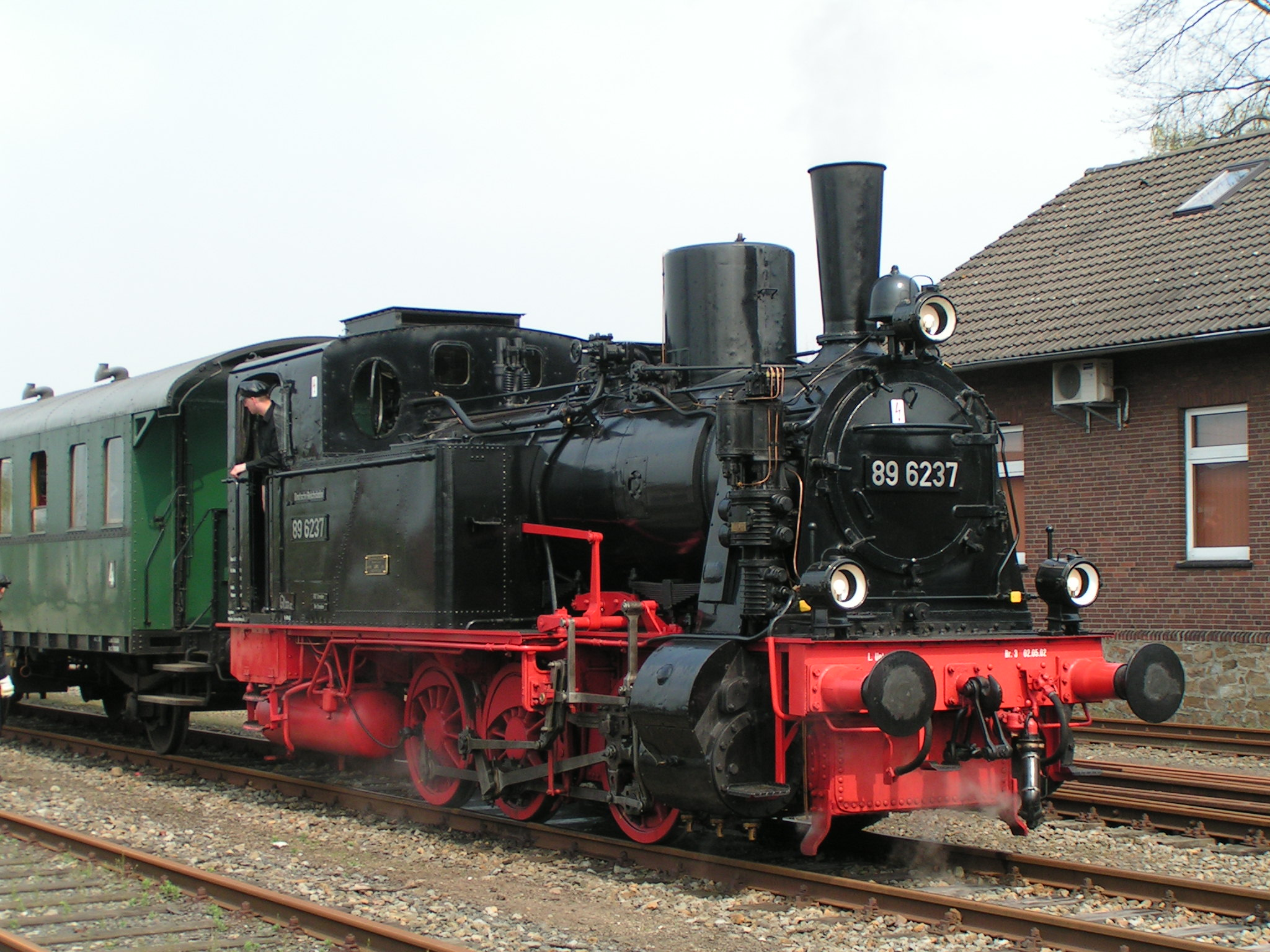
Museumspoorlijn Preußisch-Oldendorf - Bohmte
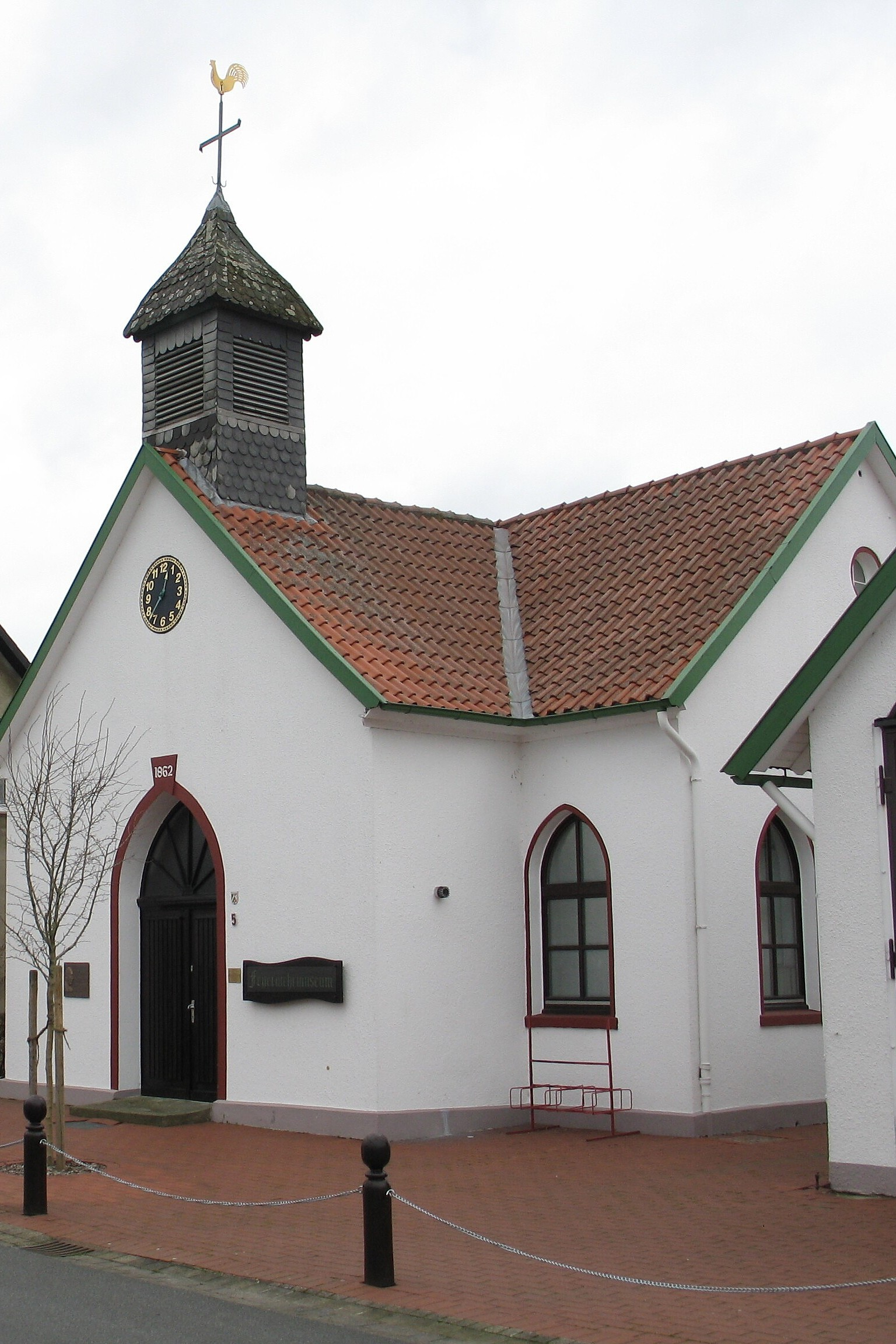
Dorpsschool (1862) [4] Schröttinghausen